# عائلة هارت
عائلة هارت هي عائلة كندية لها تاريخ مهم في مجال المصارعة المتحرفة. كان أسطورة المصارعة ستو هارت عميد العائلة ما بين 1915 و2003.

## أبناء وبنات ستو وهيلين هارت

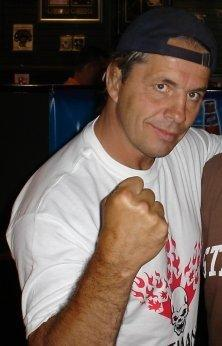
بريت هارت

- سميث هارت[3][2]
- بروس هارت[3][4][5]
- كيث هارت[3][6]
- Wayne Curtis Michael[3][2][7][8]
- دين هارت[3][2]
- Elizabeth "Ellie" Patricia[3]
- Georgia Louise[3][9]
- بريت هارت[3][10]
- Alison Joan[3][9]
- روس هارت[3][2]
- ديانا هارت[3]
- أوين هارت[3][11]